# هایکوش اوهانیان
هایکوش هاکوبی اوهانیان (ارمنی: Հայկուշ Հակոբի Օհանյան؛  زادهٔ ۶ مهٔ ۱۹۵۸)، نویسنده اهل ارمنستان است.

## زندگی‌نامه
وی با نام‌خانوادگی دوشیزگی خاچاطریان (ارمنی: Խաչատրյան) در ۶ مهٔ ۱۹۵۸ در گوریس به دنیا آمد و در سال ۱۹۷۸ از دانشگاه دولتی زبان‌ها و علوم اجتماعی بروسوف ایروان فارغ‌التحصیل شد. وی بین سال‌های ۱۹۷۸–۱۹۹۵ در شرکت سهامی «آویاهامالیر» جمهوری ارمنستان فعالیت نموده است. وی شش کتاب تألیف نموده‌است.

## آثار
- کتاب "درختان امید قرن‌ها سخن خواهند گفت" «Հույսի ծառերը կխոսեն դարերում» ‏ (۲۰۰۱) وی به قهرمانان جنگ قره‌باغ تقدیم شده‌است.

## یادداشت
1. ↑  ՀՀ «Ավիահամալիր» բաժնետիրական ձեռնարկությունում